# Wlada Alexandrowna Kowal
Wlada Alexandrowna Kowal (russisch Влада Александровна Коваль, engl. Transkription Vlada Koval; * 11. Juli 2001 in Brjansk) ist eine russische Tennisspielerin.

## Karriere
Kowal, die ihr Spiel auf Hartplätzen bevorzugt, begann im Alter von acht Jahren mit dem Tennis.
Während ihrer Karriere gewann sie bisher einen Einzel- und fünf Doppeltitel der ITF Women’s World Tennis Tour.
Sie spielte 2019 erstmals für die russische Fed-Cup-Mannschaft, wo sie ihre bisher einzige Partie im Doppel gewann.

## Turniersiege

### Einzel
| Nr. | Datum             | Turnier | Kategorie   | Belag | Finalgegnerin  | Ergebnis  |
| --- | ----------------- | ------- | ----------- | ----- | -------------- | --------- |
| 1.  | 1. September 2018 | Moskau  | ITF $15.000 | Sand  | Darja Mischina | 6:2, 7:66 |

### Doppel
| Nr. | Datum           | Turnier | Kategorie   | Belag     | Partnerin         | Finalgegnerinnen                          | Ergebnis          |
| --- | --------------- | ------- | ----------- | --------- | ----------------- | ----------------------------------------- | ----------------- |
| 1.  | 1. April 2018   | Antalya | ITF $15.000 | Sand      | Uljana Aisatulina | Veronika Erjavec Nina Potočnik            | 6:1, 6:4          |
| 2.  | 24. August 2018 | Moskau  | ITF $15.000 | Sand      | Vitalia Stamat    | Anastassija Frolowa Anna Morgina          | 7:65, 5:7, [10:6] |
| 3.  | 31. August 2019 | Pensa   | ITF W25     | Hartplatz | Kamilla Rachimowa | Anastassija Gassanowa Hanna Posnichirenko | 6:0, 6:3          |
| 4.  | 2. April 2022   | Antalya | ITF W15     | Sand      | Darja Lodikowa    | Julija Awdejewa Sapfo Sakellaridi         | 6:4, 3:6, [10:4]  |
| 5.  | 9. April 2022   | Antalya | ITF W15     | Sand      | Gergana Topalowa  | Xenija Laskutowa Sapfo Sakellaridi        | 7:69, 6:2         |